# Долно Блато
Долно Блато или Блата е Пощме (на албански: Bllata e Poshtme) е село в Република Албания, община Дебър (Дибър), административна област Дебър.

## География
Селото е разположено в историкогеографската област Поле, на границата със Северна Македония.

## История

### В Османската империя
Според османско преброяване от 1467 година в Белато има 6 домакинства.
В „Етнография на вилаетите Адрианопол, Монастир и Салоника“, издадена в Константинопол в 1878 година и отразяваща статистиката на населението от 1873 година, Блато (Blato) е посочено като село с 40 домакинства, като жителите му са 66 албанци мюсюлмани и 40 българи.
Според Васил Кънчов („Македония. Етнография и статистика“) в Блато Долно живеят 170 арнаути мохамедани.
На Етнографската карта на Битолския вилает на Картографския институт в София от 1901 година Долно Блато е чисто албанско село в Дебърската каза на Дебърския санджак с 41 къщи.

### В Албания
След Балканската война в 1913 година селото попада в новосъздадена Албания.
В 1915 година, по време на Първата световна война, селото е анексирано от Царство България. Към 1 март 1916 година Долно Блато е част от Решанската община на българската Дебърска околия.
През Първата световна война австро-унгарските военни власти провеждат преброяване в 1916 – 1918 година в окупираните от тях части на Албания и Долно Благо е регистрирано като село със 196 албанци мюсюлмани. Езиковедите Клаус Щайнке и Джелал Юли смятат резултатите от преброяването за точни.
В рапорт на Сребрен Поппетров, главен инспектор-организатор на църковно-училищното дело на българите в Албания, от 1930 година Долно Блато е отбелязано като село с 25 къщи.
В началото на XXI век езиковедите Клаус Щайнке и Джелал Юли провеждат теренно изследване сред описваните в литературата в миналото като славяноговорещи селища в Албания. Те посещават Блато и в района не откриват славяноговорещи. Детайлни интервюта с местното население не показват наличие на селища със славяноговорещи в района.
До 2015 година селото е част от община Макелари.